# Adventures of Lolo
Adventures of Lolo è un videogioco rompicapo pubblicato da HAL Laboratory per Nintendo Entertainment System nel 1989. Venne distribuito per il mercato statunitense e successivamente europeo.
È il primo gioco della serie Eggerland il cui titolo non menziona l'ambientazione della saga, ma il nome del protagonista. È anche il primo titolo della serie uscito in America e l'unico non uscito nel nativo Giappone, essendo in realtà formato da una selezione di rompicapo provenienti da giochi già usciti in precedenza sul mercato giapponese, con grafica rinnovata.
Fu direttamente seguito da Adventures of Lolo 2 e Adventures of Lolo 3 sempre per NES.
Emulazioni del gioco NES sono uscite per molte console Nintendo più moderne tramite Virtual Console e Nintendo Switch Online.

## Trama
Il re di Eggerland, per salvare il paese dal Grande Demone, ha inviato la principessa Lala in cerca di aiuto, accompagnata dal principe Lolo. Sulla via del ritorno il Grande Demone ha rapito Lala sotto gli occhi di Lolo. Il rapimento viene mostrato anche nell'introduzione, con una breve animazione. Lolo corre in soccorso di Lala, attraversando il castello stregato del demone, pieno di labirinti e mostri. Lolo è un essere tondeggiante che non ha grandi doti fisiche, ma può contare sulla sua intelligenza e pazienza.

## Modalità di gioco
Il protagonista dovrà superare cinquanta livelli corrispondenti a stanze del castello. Ogni livello è una schermata fissa con visuale dall'alto, dove l'obiettivo è raccogliere tutti i cuori per causare l'apertura di un forziere contenente un gioiello. Raccolto anche il gioiello, la stanza viene svuotata dai pericoli e si deve infine raggiungere l'uscita. Nella stanza ci sono diversi tipi di mostricciattoli nemici, alcuni anche capaci di sparare, che è necessario evitare, ma la maggior parte di essi si anima soltanto non appena tutti i cuori sono stati raccolti, e tutti spariscono dopo la raccolta del gioiello.
Oltre a pareti, acqua e altri ostacoli fissi, nelle stanze sono presenti blocchi verdi (Emerald Framer) che Lolo può spostare spingendoli, ma non tirandoli, alla maniera di Sokoban. Buona parte del rompicapo sta appunto nello spostare accuratamente blocchi per liberare percorsi e per intrappolare i nemici, specialmente approfittando del periodo prima della raccolta dei cuori, quando stanno immobili. Può capitare anche di chiudersi in situazioni senza uscita, nel qual caso ci si può arrendere e ritentare il livello.
Possono essere presenti anche altri oggetti da sfruttare, incluse le uova dei mostri, che sono in grado di galleggiare sull'acqua che scorre. In alcuni casi, raccogliendo i cuori Lolo ottiene dei poteri limitati. Ci sono quattro poteri: spari che trasformano temporaneamente i mostri in uova, creazione di ponti, cambio di direzione dei passaggi a senso unico, distruzione di rocce.

## Accoglienza
Adventures of Lolo è stato generalmente accolto bene dalla critica; MobyGames riporta una media del 77%, considerando anche giudizi di testate di epoca molto successiva all'uscita del gioco.
Ai suoi tempi la rivista Zzap! lo recensì due volte, considerandolo sempre un buon titolo tranne per quanto riguarda il sonoro. Nel 1991 lo considerò un gioco rivolto ai giocatori più piccoli, comunque ben riuscito (voto 78%). Un anno dopo lo giudicava ancora bene (voto 75%), notando come difetto la difficoltà calibrata male, troppo facile all'inizio per poi impennarsi intorno al 10º livello.
La rivista K notò similmente un dislivello tra la facilità della maggior parte dei livelli e l'incomprensibilità di pochi, dando un giudizio complessivo poco entusiasta (650/1000). D'altra parte lo speciale console della stessa rivista lo giudicò decisamente bene (voto 82%).